# Lukas Kranzelbinder

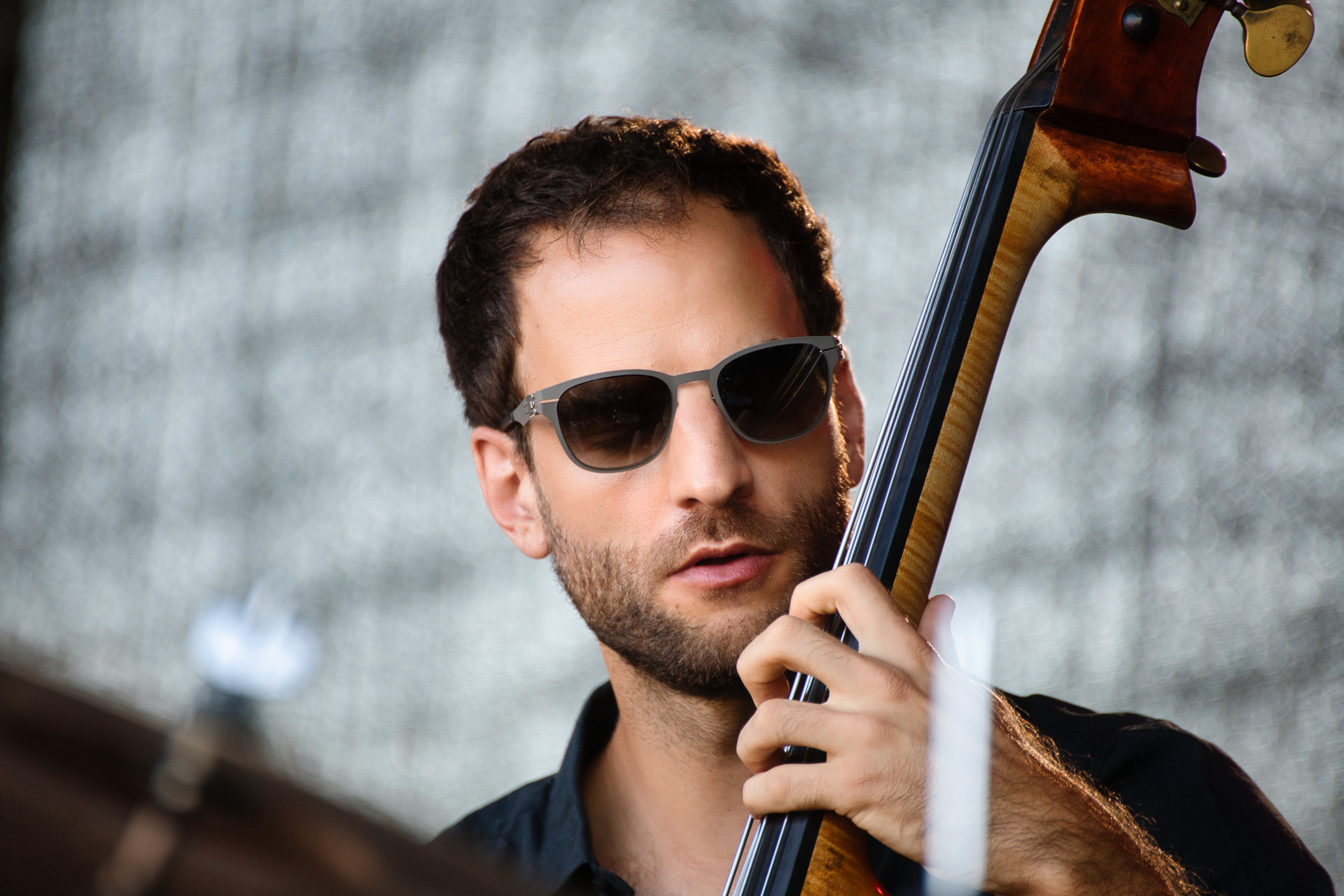
Lukas Kranzelbinder auf dem INNtöne Jazzfestival (2022)

Lukas Kranzelbinder (* 1988 in Klagenfurt) ist ein österreichischer Jazzmusiker (Kontrabass, Komposition).

## Leben und Wirken
Kranzelbinder lernte zunächst Piano und wechselte in einer Schulband zum E-Bass. Mit 15 Jahren begann er, Kontrabass zu lernen. Während des letzten Schuljahres wurde er am Konservatorium in Klagenfurt unterrichtet. Er studierte zunächst in Wien und anschließend in Linz, wo er sein Studium bei Peter Herbert an der Anton Bruckner Privatuniversität abschloss.
Kranzelbinder veröffentlichte bereits 2010 (beim Laub-Label, das er mit anderen Musikern gründete) ein Album mit seinem Quartett Lukas im Dorf. Mit Mario Rom spielt er seit 2011 im Trio Interzone, das seither drei Alben vorgelegt hat. Seine „Surf-Rock-Oper“ Muchogusto wurde 2012 zum ersten Mal beim Festival Carinthischer Sommer aufgeführt. Seit 2014 gehörte er zudem zu Expressway Sketches (mit Benjamin Schaefer, Max Andrzejewski und Tobias Hoffmann). 2015 hatte seine Jazz-Adaption des Jedermann (Regie Georg Schütky) mit Christian Reiner Premiere.

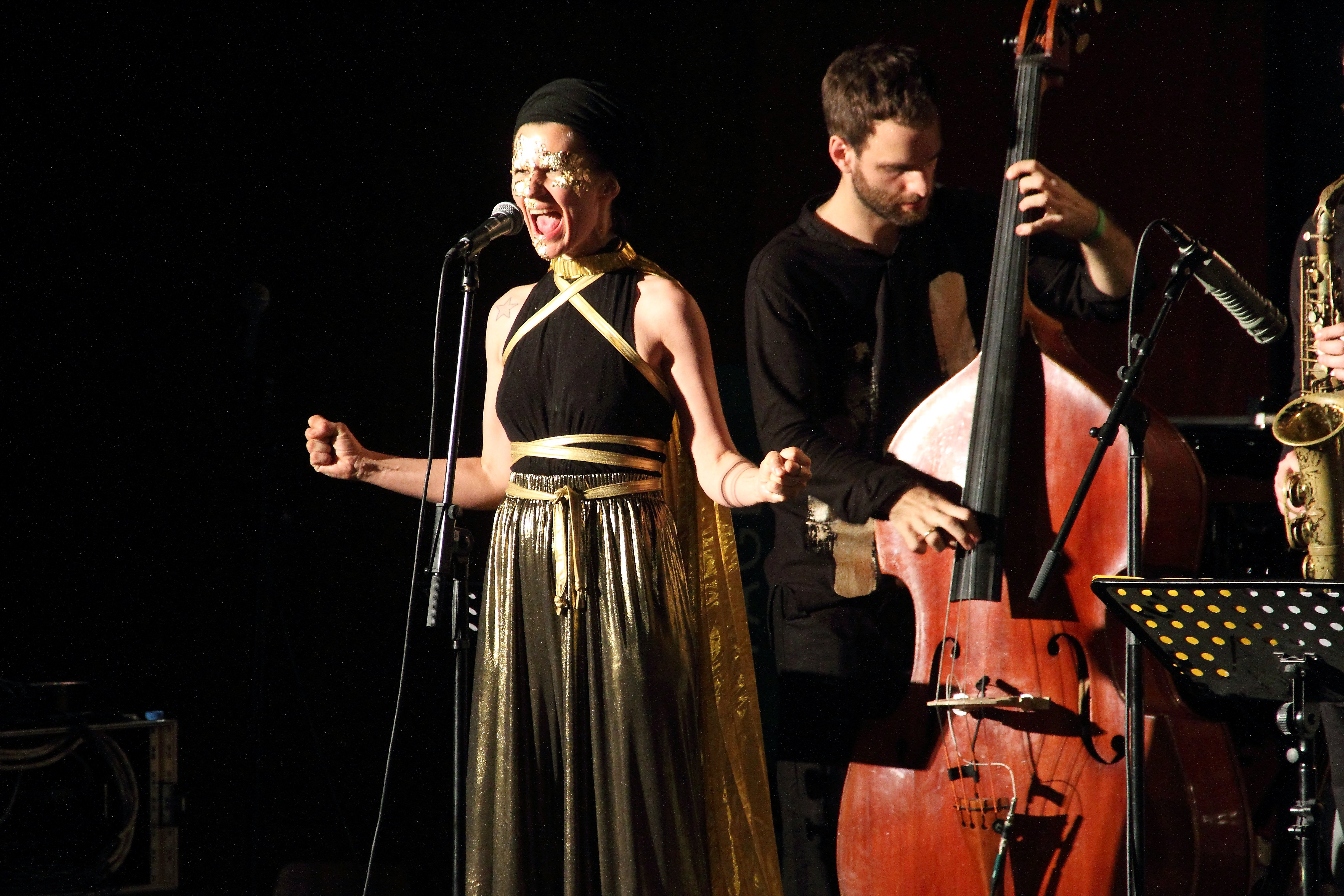
Lukas Kranzelbinder in Shake Stew mit Queen Mu (Angela Reisinger; 2017)

Mit dem eigens dafür gegründeten Ensemble Shake Stew eröffnete Kranzelbinder 2016 mit großem Erfolg das Jazzfestival Saalfelden; das Septett galt in der Folge als „Österreichs aufregendster Jazzexport“. 2018 kuratierte er das SWR New Jazz Meeting, wo er unter dem Motto On boît Lumumba mit dem Poeten Fiston Mwanza Mujila und den Musikern Mario Rom, Johannes Schleiermacher, Mona Matbou Riahi, Gregory Dargent und Dave Smith auftrat. 2020 erschien mit A(live) ein Shake-Stew-Album mit fünf Titeln von vier Live-Auftritten der letzten Jahre.

## Preise und Auszeichnungen
2020 kam Kranzelbinder mit Shake Stew und dem Album Gris Gris auf die Quartals-Bestenliste des Preises der deutschen Schallplattenkritik.
Shake Stew wurde 2021 als „Band des Jahres international“ mit einem Deutschen Jazzpreis ausgezeichnet. Bei der Amadeus-Verleihung 2023 wurde Shake Stew mit dem Amadeus Austrian Music Award in der Kategorie  Jazz/World/Blues ausgezeichnet.

## Diskografie (Auswahl)
- Mario Rom’s Interzone Everything is Permitted. Mit Herbert Pirker (Traumton; 2015)
- Expressway Sketches Love Surf Music (Klaeng Records 2015)
- Shake Stew The Golden Fang. Mit Clemens Salesny, Johannes Schleiermacher, Mario Ronuel Mayr, Niki Dolp, Herbert Pirker (Traumton; 2016)
- Shake Stew: Rise and Rise Again (Traumton; 2018)
- Shake Stew: Gris Gris. Mit Clemens Salesny, Johannes Schleiermacher, Mario Rom, Oliver Potratz, Nikolaus Dolp, Mathias Koch, Tobias Hoffmann (Traumton; 2019)[7]
- On Boit Lumumba (SWR Jazzhaus; 2020)
- Shake Stew: Heat (Traumton; 2022)[8]
- Shake Stew: Lila (Traumton; 2023)